# Молчанов Георгій Андрійович
Молчанов Георгій Андрійович (22 березня (3 квітня) 1897, Харків — 9 жовтня 1937, Москва) — високопоставлений співробітник ВЧК-ОГПУ-НКВД. Комісар державної безпеки 2-го рангу (26.11.1935).

## Біографія
Народився в Харкові у родині офіцера (в особистій справі — «в сім'ї службовця артілі офіціантів»). Навчався в Харківській торговельній школі (не закінчив). У 1917 р. вступив у РСДРП(б). З листопада 1917 р. по червень 1918 р. служив ординарцем в штабі В. А. Антонова-Овсієнко, в 1919 р. — ад'ютант М. В. Фрунзе. У ВЧК — з 1920 року. Один з керівників ЧК на Північному Кавказі. Завідувач Політичним бюро ЧК Кабардинського округу, Балкарського округу. Голова Грозненської ЧК.
- 10.1921 — 12.1922 начальник Секретно-оперативної частини, заступник голови Горської губернської ЧК — губернського відділу ГПУ.
- 12.1922 — 5.1925 начальник Секретно-оперативної частини, заступник начальника Ново-Миколаївського губернського[ru] відділу ГПУ.
- 13.5.1925 — 27.3.1929 начальник Іваново-Вознесенського губернського[ru] відділу ГПУ.
- 27.3.1929 — 17.11.1931 повноважний представник ОГПУ при РНК СРСР по Іванівській промислової області. Один з організаторів колективізації в Іванівській області.
- 17.11.1931 — 28.11.1936 начальник Секретно-політичного відділу ОДПУ при РНК — ГУГБ НКВС СРСР, комісар державної безпеки 2-го рангу.

Цей відділ переслідував всіх супротивників Сталіна — селян, які виступали проти колективізації, троцькістів, правих опозиціонерів, священнослужителів та ін. Керував арештами рютінців в жовтні 1932 р., розробляв організацію І. М. Смирнова в кінці того ж року. Брав активну участь в організації «кіровського потоку» і фальсифікації процесів в 1935—1936 роках.
Однак, за свідченням М. І. Єжова, разом з Г. Г. Ягодою пручався «розкриттю» широкомасштабної змови, у зв'язку з чим контроль за підготовкою Першого московського процесу був доручений Єжову (в середині 1935 року, за свідченням заступника наркома внутрішніх справ Я. Агранова, стверджував, що «ніякого серйозного троцькістського підпілля в Москві немає»). Восени невдоволення Сталіна обернулося відставкою Ягоди з поста наркома внутрішніх справ; слідом за ним на іншу роботу був переведений і Молчанов.
- 11.1936 — 03.1937 народний комісар внутрішніх справ Білоруської РСР.
- 11.12.1936 — 03.02.1937 начальник Особливого відділу НКВС Білоруського військового округу.

У березні 1937 р. в НКВД почалися арешти, однією з перших жертв цих арештів став Молчанов. 4 березня 1937 р. заарештований у Мінську. Утримувався в Луб'янській в'язниці. 9 жовтня 1937 р. Військова колегія Верховного Суду СРСР засудила Молчанова до смертної кари. У той же день розстріляний на «Комунарці».